# Хаммам-Лиф (футбольный клуб)
«Хаммам-Лиф» (Hammam-Lif, полное название — Club Sportif de Hammam-Lif) — футбольный клуб из города Хаммам-Лиф в Тунисе. Основан в 1944 году, домашние матчи проводит на стадионе Боу Корнейн вмещающем 15000 зрителей.

## Достижения клуба
- Лига 1 Туниса
  - 1950/51, 1953/54, 1954/55, 1955/56
- Кубок Туниса
  - Победитель: 1947, 1948, 1949, 1950, 1951, 1954, 1955, 1985, 2001
  - Финалист: 1964
- Суперкубок Туниса
  - 1985